# Templo de Apolo (Figalia)
El Templo de Apolo Epicurio se erigió en un lugar llamado Basas (griego antiguo, Βάσσαι; griego moderno Βάσσες, que significa «los barrancos»), en el monte Cotilo, situado ocho kilómetros al noroeste de la ciudad peloponésica de Figalia, en la antigua región de Arcadia, y siete kilómetros al sur de la moderna ciudad de Andritsaina.
De la belleza de este templo nos dejó constancia tras visitarlo Pausanias. El templo de Basas se ha datado de 450 -425a. C. 
Obra del arquitecto Ictino, enmarcada en los trabajos de reconstrucción del templo anterior, de alrededor del año 500 a. C. El propio Pausanias dice que el sobrenombre de Epicurio se debe a la ayuda de Apolo en la peste que asoló Figalia en tiempos de la guerra del Peloponeso.
La imagen de bronce del dios, de unos 3,5 metros de altura fue llevada a Megalópolis desde Figalia, para adornar el templo de Apolo de aquella ciudad, pero en tiempos de Pausanias, del templo sólo quedaban las columnas.
El templo de Apolo Epicurio en Basas fue declarado Patrimonio de la Humanidad por la Unesco en 1986.

## Descripción
Es un edificio períptero de forma alargada de alrededor de cuarenta por dieciséis metros, que le confiere una apariencia arcaica. Pero su esencial particularidad es que sus columnas pertenecen a los tres órdenes arquitectónicos y, sobre todo, que mezcla ingenuamente innovaciones originales de arcaísmos arquitectónicos, que le otorgan una extraña cualidad, ser un diseño conservador y revolucionario a la vez.
Este templo hexástilo (seis columnas frontales) posee una columnata exterior de estilo dórico en piedra calcárea gris local de extrema dureza. Las metopas, a menudo adornadas, carecen de esculturas. En cambio el interior ofrece una fuerza expresiva de gran calidad, asociada a una elegante arquitectura.

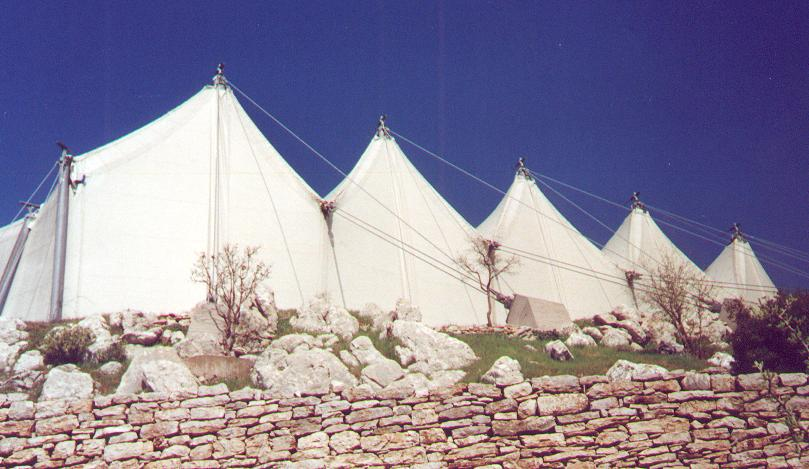
Templo de Apolo alojado bajo las lonas.

En el pronaos y el opistodomos hay dos columnas "in antis" de orden dórico, y en el interior del naos aparecen dos filas de cinco columnas jónicas apoyadas en los muros por pequeños muretes transversales. Al fondo del naos, las dos últimas columnas jónicas encuadran una única columna corintia, que separa el naos del ádyton habilitado al fondo. A diferencia de la rústica piedra calcárea empleada en el exterior, el material de los capiteles jónicos, así como de las metopas esculpidas del friso y las placas del friso interior son de mármol de Doliana.
El templo ha sido objeto de importantes trabajos y de una restauración radical. Desde 1990, está protegido por un inmenso entoldado, sostenido con postes metálicos y cables de acero, que lo recubre completamente. Sus elementos arquitectónicos han sido limpiados y unidos con puntales y andamios empernados y acolchados.

## Historia

Plano del templo: 1 = opistodomos, 2 = ádyton, 3 = naos, 4 = pronao

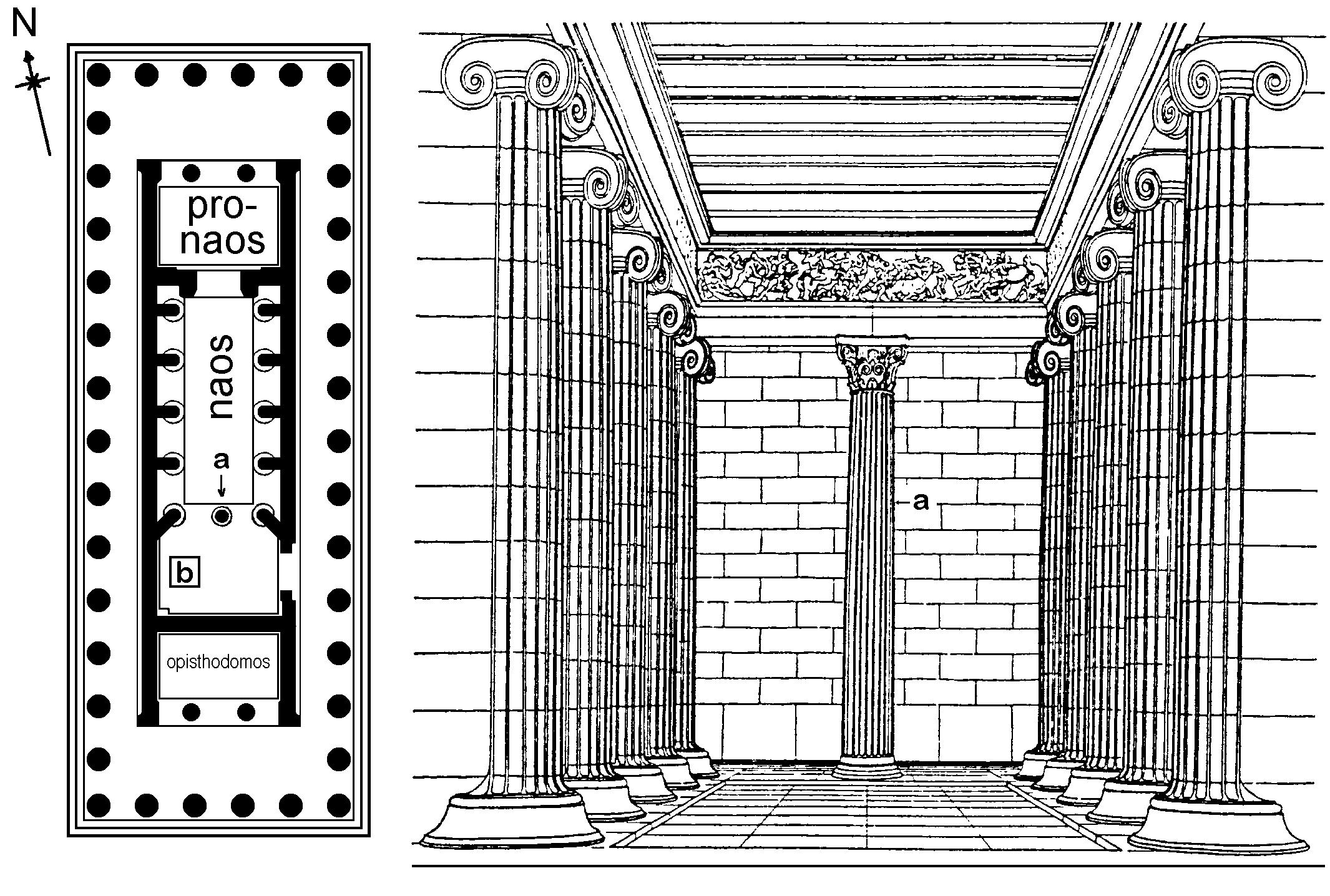
Plano y perspectiva interior.

Pausanias relata que este templo fue consagrado por los habitantes de Figalia a Apolo Epicurio, dios sanador que venció una epidemia de peste, «como lo hizo durante la guerra del Peloponeso». Esta explicación deja escépticos a muchos arqueólogos modernos.
Indica que el arquitecto fue Ictino, sin aportar ninguna prueba de esta afirmación. Se trata del arquitecto más conocido de la Grecia clásica: fue el autor del Partenón de Atenas y del Telesterion de Eleusis.
Pausanias olvida decir cómo y por qué Figalia, modesta aldea de Arcadia, fue capaz de contratar a un arquitecto tan prestigioso. Es por lo que los arqueólogos dudan en confirmar esta hipótesis. Pero si esta tesis fuera verdad, la erección de este templo podría se datada precisamente en la época de Pericles.

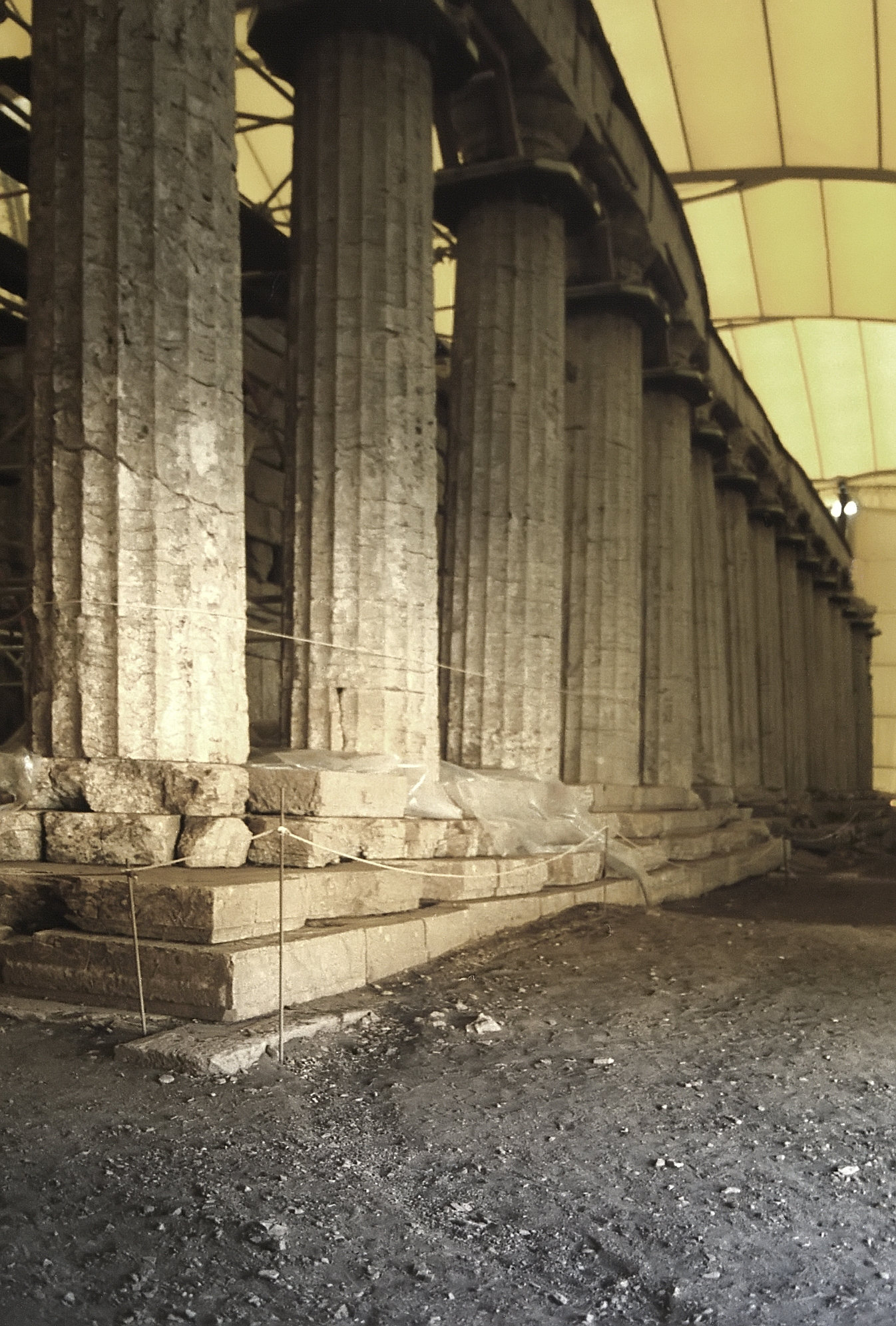
Peristilo, lado este.

Pausanias no explica por qué el templo fue erigido alejado, en la montaña, a ocho kilómetros de la ciudad, en un lugar de acceso tan difícil que hacen falta varias horas de marcha para alcanzarlo.
Destaca el excepcional tejado del templo, hecho «exclusivamente de piedra», cuando en realidad fueron empleadas vigas de madera para sostener el techo. Elogia la belleza de las piedras y la armonía de proporciones, con la combinación innovadora de las columnas y, sobre todo, aislada en el eje del edificio, la primera columna corintia del área griega, lo que constituye un avance histórico, que tuvo un impacto mundial sobre la arquitectura de los siguientes siglos.
Las preguntas que surgen conciernen a los constructores:
- ¿No habría habido más que dos arquitectos distintos en épocas diferentes: el primero para la parte más antigua y más rústica, es decir la parte exterior dórica, y el segundo para la parte interior más reciente y más elaborada?
- O, si eso hubiera sido verdad, Ictino, el único maestro de obras, ¿habría empezado entonces su carrera con el Partenón, entre  447 y 438 a. C., y la habría acabado en Arcadia con el templo de Apolo entre 429 y 400 a. C.? Lo que habría sido un extraño recorrido para la carrera de un arquitecto.

## Descubrimiento
Este templo permaneció ignorado durante siglos. En noviembre de 1765, el arquitecto francés Joachim Bolcher, que viajaba por el Peloponeso y atravesaba esta región montañosa, descubrió estas ruinas inadvertidamente.
El arquitecto británico Charles Robert Cockerell, acompañado de varios amigos, exploró el templo en agosto de 1811. Descubrió el friso, lo compró a precio de ganga al Pachá de Tripolizza y lo revendió por 60.000 dólares al Museo Británico.
Relata el episodio en su diario. Se lee aquí todo el entusiasmo romántico de la época y la suerte que parece guiar el descubrimiento de un tesoro arqueológico:

«Es imposible describir bien la belleza romántica del sitio donde se encuentra el templo. Está en la cumbre de una cornisa de donde se perciben montañas desoladas y el campo inmenso a sus pies. La vista nos ofrece Itome, la última muralla de los mesenios contra Esparta al sudoeste, Arcadia y sus numerosas colinas al este; y al sur el Taigeto, y todavía más allá, el mar. Hemos pasado en total diez día en este sitio, alimentándonos de corderos y de mantequilla (la mejor mantequilla que he podido saborear desde mi salida de Inglaterra) que nos vendían pastores albaneses, quienes vivían muy cerca. Por la noche, teníamos la costumbre de sentarnos alrededor del fuego y de fumar discutiendo con los pastores albaneses. Un día, un zorro que había instalado su madriguera entre las piedras, perturbado sin duda por nuestro ruido, salió de su cueva y se fugó».

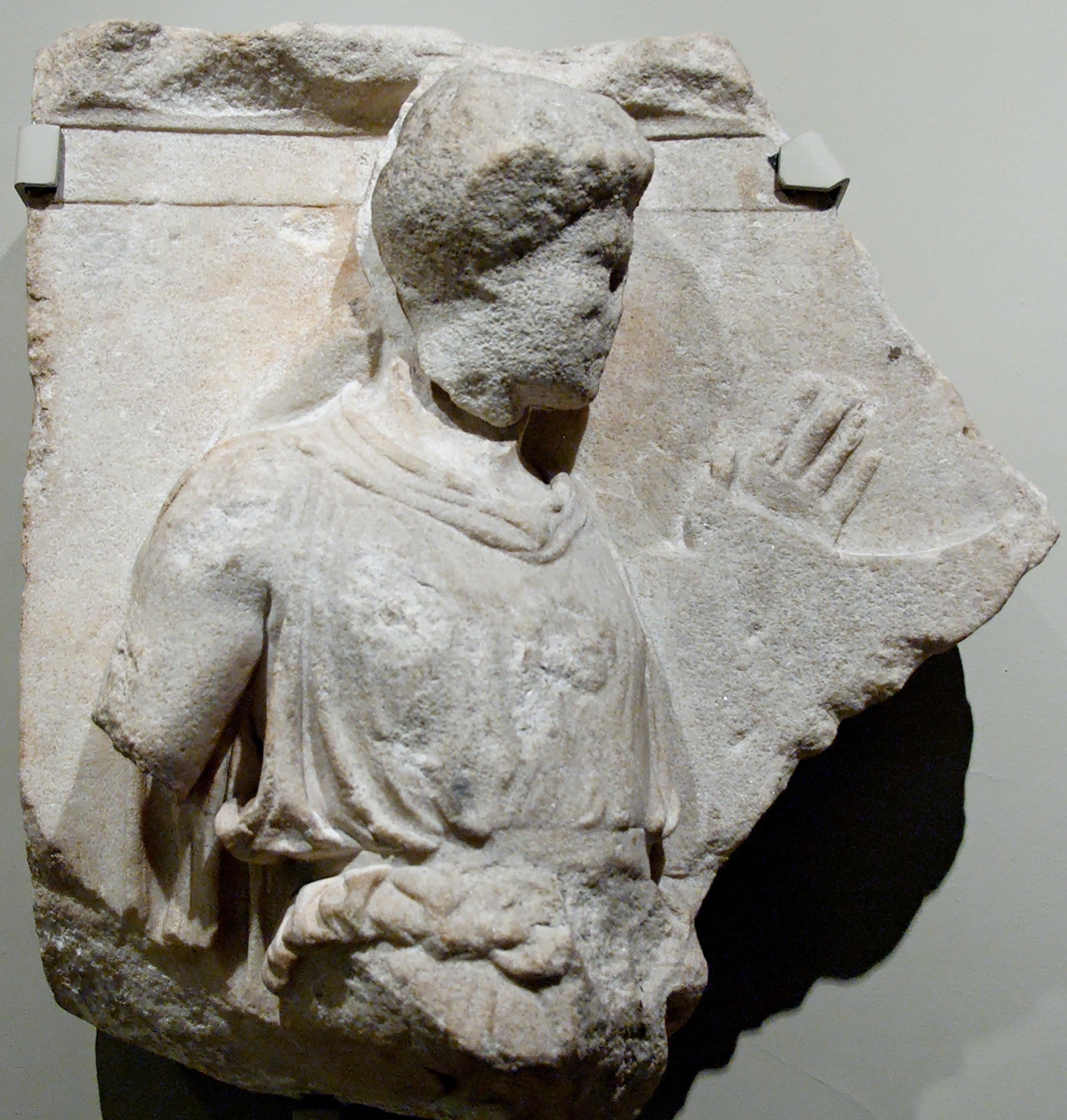
Elemento de metopa, Museo Británico.

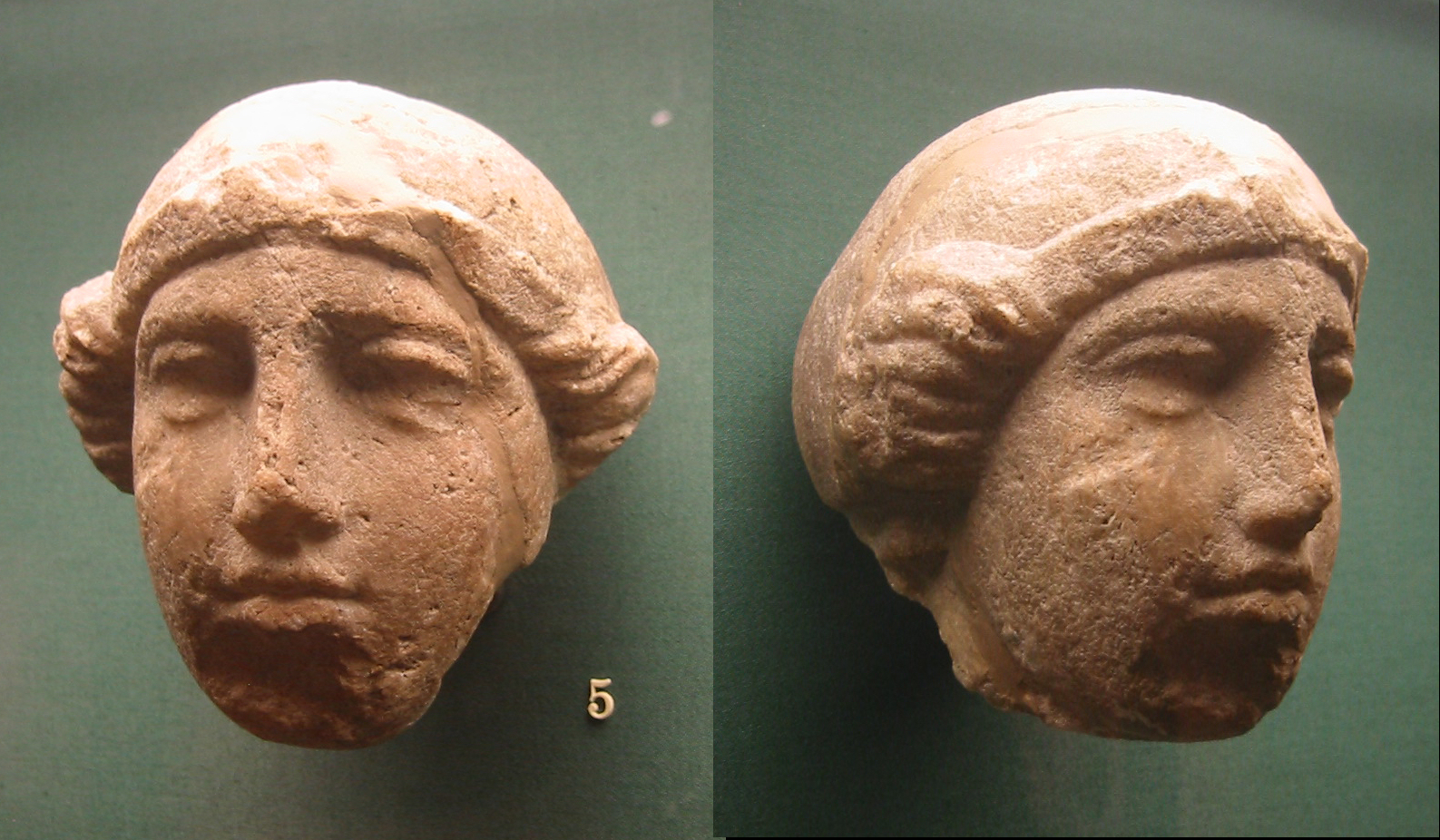
Elemento de una metopa, Museo Británico.

Éste estuvo explorando la madriguera en la que Cockerell descubrió un fragmento del friso, el fragmento n.° 530 del catálogo de los mármoles de Figalia del Museo Británico.
Cockerell y sus amigos negociaron con el Pachá de Tripolizza el derecho de excavar el templo. La autorización fue otorgada en 1812, a cambio de la mitad de lo que reportara la venta de los tesoros descubiertos. El templo fue explorado entre junio y agosto de 1812.
La leyenda dice que los arqueólogos aficionados se abstuvieron de precisar al Pachá la amplitud de sus descubrimientos. Éste habría sentido que se le timaba en el momento en que los occidentales embarcaban los mármoles. El Pachá envió entonces a sus jenízaros para detener el embarque. Cockerell y sus amigos debieron contentarse entonces con llevarse el friso y abandonar el capitel corintio (el ejemplo más antiguo de este orden). El capitel fue destruido por los jenízaros quienes sólo encontraron este objeto para descargar su cólera y frustración.
El friso fue vendido en subasta en Zante en mayo de 1814 y adquirido por el gobierno británico para el Museo Británico.

## Cine
- Bassae (1964) de Jean-Daniel Pollet

## Véase también

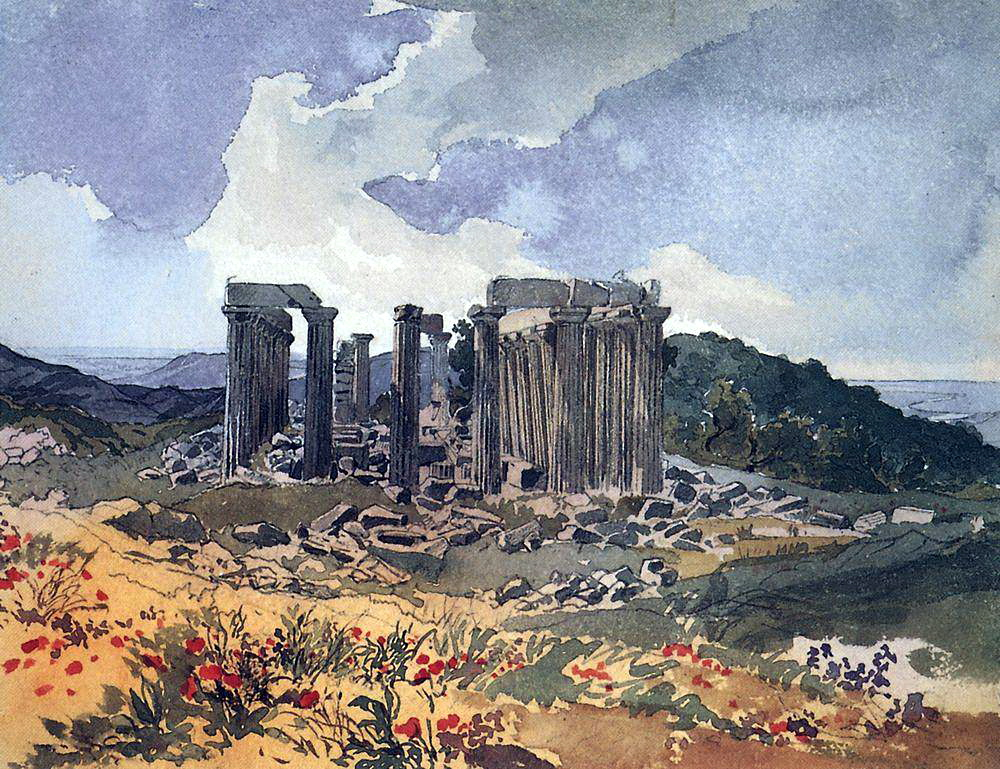
Vista de Grecia: el templo de Apolo en Figalia, pintura de Karl Briulov (1835), Moscú, Museo Pushkin.